# Tuhaň
Tuhaň (deutsch Tuhan) ist eine Gemeinde in Tschechien. Sie liegt sieben Kilometer südöstlich von Mělník und gehört zum Okres Mělník.

## Geographie
Tuhaň befindet sich in der Elbniederung rechtsseitig der Elbe am Kanal Tuhaňská strouha, einem alten Elbarm. Im Osten erhebt sich der Hügel Záboří (Zaborz, 228 m). Südlich liegt auf der anderen Elbseite das Werksgelände des Unternehmens Spolana.
Nachbarorte sind Kelské Větrušice, Tuhaňské Větrušice und Záboří im Norden, Červená Píska im Osten, Tišice im Südosten, Neratovice und Libiš im Süden sowie Obříství im Westen.

## Geschichte
Zahlreiche archäologische Funde, die der Hallstattkultur von Bylany und der slawischen Kultur zuzuordnen sind, belegen eine frühzeitliche Besiedlung auf dem Gebiet der Gemeinde.
Tuhaň gehörte zum Besitz des Klosters des heiligen Hieronymus des Slawen in der Prager Neustadt und wurde im Jahr 1400 erstmals urkundlich erwähnt, als das Kloster den Ort im Zuge eines Tausches gegen den Vorwerkshof Čakovice an den Prager Bürger Jan Seidl abgab. Nachfolgend gehörte das Dorf verschiedenen Grundherren, bis es 1604 die Stadt Mělník von den Brüdern Jiřík Šťastný und Jan Jindřich Vančura von Řehnice erwarb und an das städtische Gut Dolní Přívory anschloss. 1620 wurden die Güter der Stadt Mělník wegen Beteiligung am Ständeaufstand konfisziert. 1628 erhielt die Stadt nach ihrer Begnadigung ihre Besitzungen, darunter Tuhaň, zurück. Tuhaň blieb bis zur Aufhebung der Patrimonialherrschaften im Jahre 1850 städtischer Besitz. Die Bewohner lebten von der Landwirtschaft, in der der Anbau von Gurken und etwas Weinbau dominierten.
1850 wurde Tuhaň zu einer selbstständigen Gemeinde im Bezirk Mělník.
Tuhaň lag bis zur Flussregulierung von 1865 direkt am rechten Elbufer und war von jedem Elbhochwasser betroffen. Beim großen Hochwasser von 1890 wurde der Ort verwüstet. Auch beim Frühjahrshochwasser am 9. März 1891 wurde das Dorf durch den Bruch der Deiche stark in Mitleidenschaft gezogen.
Zwischen 1980 und 1990 war das Dorf nach Kly eingemeindet. Beim Elbhochwasser 2002 erlitt Tuhaň wiederum starke Schäden.

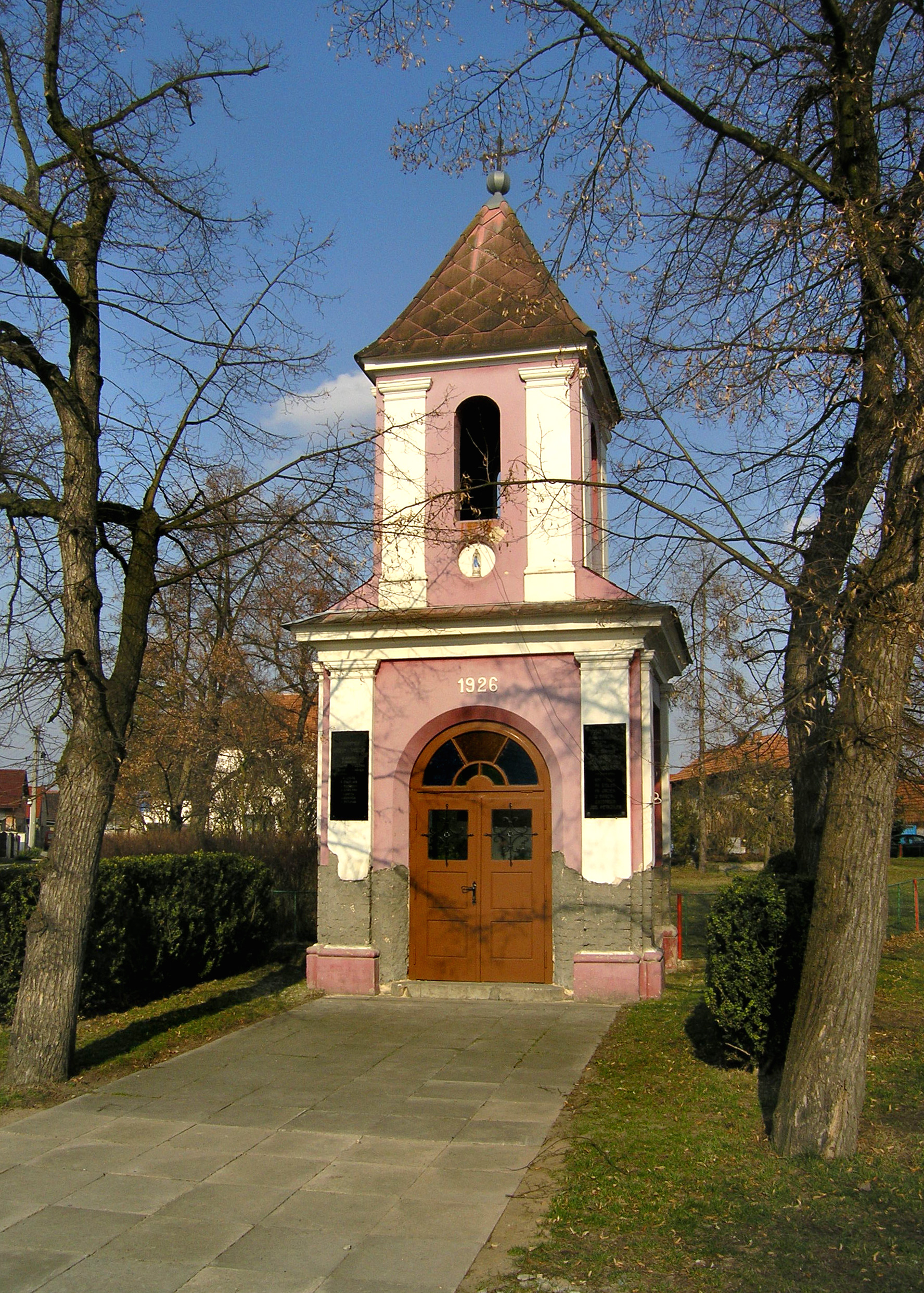
Kapelle in Tuhaň

## Gemeindegliederung
Für die Gemeinde Tuhaň sind keine Ortsteile ausgewiesen. Zu Tuhaň gehören die Ansiedlungen Červená Píska (Czerwena Piska) und Tuhaňské Větrušice (Wietruschitz).

## Sehenswürdigkeiten
- Kapelle